# Nati nel 1912/Giugno
| Questa pagina contiene informazioni ricavate automaticamente dalle voci biografiche con l'ausilio del template Bio e di un bot. L'aggiornamento è periodico e automatico e ricostruisce completamente la pagina. Se manca una persona in questa lista, sei pregato di non aggiungerla, ma accertati piuttosto che la sua voce biografica contenga il template Bio e che i dati anagrafici siano correttamente compilati. Se il template Bio manca, inseriscilo tu stesso o, in alternativa, metti l'avviso {{tmp\|Bio}} che ne segnala la mancanza. Se i dati riportati sono sbagliati, correggi direttamente la voce biografica; le modifiche saranno visibili in questa lista entro pochi giorni. Per chiarimenti vedi il progetto biografie. La lista contiene solo le 158 persone che sono citate nell'enciclopedia e per le quali è stato implementato correttamente il template Bio. Pagina aggiornata al 10 giu 2025. |

- 1º giugno - John McCarthy Jr., scenografo statunitense († 1994)
- 1º giugno - Jerry Kerr, allenatore di calcio e calciatore scozzese († 1999)
- 1º giugno - Oswald Lange, ingegnere tedesco († 2000)
- 1º giugno - Little Man Popwell, giocatore di poker statunitense († 1966)
- 1º giugno - Angel Marchand, immunologo portoricano († 2005)
- 1º giugno - Giuseppe Perenno, schermidore italiano
- 1º giugno - Gilmore Schjeldahl, imprenditore e inventore statunitense († 2002)
- 1º giugno - Doris Wishman, regista, sceneggiatrice e produttrice cinematografica statunitense († 2002)
- 2 giugno - Primo Lucchesi, politico italiano († 1985)
- 2 giugno - Virgilio Paladini, filologo classico italiano († 1971)
- 2 giugno - Boris Tolmazov, attore sovietico († 1985)
- 3 giugno - Walter Avarelli, magistrato e giocatore di bridge italiano († 1987)
- 3 giugno - Stanislas Breton, filosofo e teologo francese († 2005)
- 3 giugno - William Douglas-Home, drammaturgo e politico britannico († 1992)
- 3 giugno - Fred Kammer, hockeista su ghiaccio statunitense († 1996)
- 3 giugno - Ubert Piacco, scultore e pittore italiano († 1978)
- 4 giugno - Jess Barker, attore statunitense († 2000)
- 4 giugno - Giuseppe Gerbi, calciatore italiano († 1993)
- 4 giugno - Robert Jacobsen, scultore e pittore danese († 1993)
- 4 giugno - Nino Vingelli, attore italiano († 2003)
- 5 giugno - Dean Amadon, ornitologo e naturalista statunitense († 2003)
- 5 giugno - Gregg Barton, attore statunitense († 2000)
- 5 giugno - Josef Neckermann, cavaliere tedesco († 1992)
- 5 giugno - Roland Schmitt, calciatore francese († 1954)
- 5 giugno - Alexandru Todea, arcivescovo cattolico e cardinale rumeno († 2002)
- 6 giugno - Giacomo Falgarona Vilanova, religioso spagnolo († 1936)
- 6 giugno - Joan Hartigan, tennista australiana († 2000)
- 6 giugno - María Montez, attrice dominicana († 1951)
- 6 giugno - Éloi Tassin, ciclista su strada francese († 1977)
- 6 giugno - Vittorina Vivenza, discobola e velocista italiana († 2007)
- 7 giugno - Angelo Boetti, militare e aviatore italiano († 1938)
- 7 giugno - Angelo Pomponi, calciatore italiano († 1982)
- 7 giugno - Domenico Spadoni, calciatore italiano († 1986)
- 7 giugno - Margherita Zoebeli, educatrice e pedagogista svizzera († 1996)
- 8 giugno - Henry Brandon, attore tedesco († 1990)
- 8 giugno - Walter Kennedy, dirigente sportivo statunitense († 1977)
- 8 giugno - Rosario Lanza, politico italiano († 2006)
- 8 giugno - Frank McCarthy, generale e produttore cinematografico statunitense († 1986)
- 8 giugno - Albert Michallon, chirurgo e politico francese († 1975)
- 8 giugno - Roger Michelot, pugile francese († 1993)
- 8 giugno - Susan Noel, tennista britannica († 1991)
- 8 giugno - Federico Sáiz, calciatore spagnolo († 1989)
- 8 giugno - Albert Widmann, militare tedesco († 1986)
- 9 giugno - June Clayworth, attrice statunitense († 1993)
- 9 giugno - Kenneth L. Pike, linguista, antropologo e glottoteta statunitense († 2000)
- 9 giugno - Lothar Richter, calciatore tedesco († 2001)
- 9 giugno - Gerald James Whitrow, matematico, cosmologo e storico della scienza britannico († 2000)
- 10 giugno - Angelo Albonico, rugbista a 15 italiano († 1943)
- 10 giugno - Antonino Alessi, militare italiano († 1938)
- 10 giugno - Nerina Bertolini, cestista italiana († 2005)
- 10 giugno - Achille Dari, calciatore italiano
- 10 giugno - Enrique Fernández, allenatore di calcio e calciatore uruguaiano († 1985)
- 10 giugno - Franz Jakubowski, filosofo polacco († 1970)
- 10 giugno - Sven Johansson, canoista svedese († 1953)
- 10 giugno - Abraham Kurland, lottatore danese († 1999)
- 10 giugno - Mary Lavin, scrittrice irlandese († 1996)
- 10 giugno - Jean Lesage, politico e avvocato canadese († 1980)
- 10 giugno - Viola Lyttelton, nobildonna inglese († 1987)
- 10 giugno - Lorenzo Suber, calciatore italiano († 1987)
- 10 giugno - Pietro Venuti, marinaio italiano († 1940)
- 11 giugno - James Algar, regista, sceneggiatore e produttore cinematografico statunitense († 1998)
- 11 giugno - William Baziotes, pittore statunitense († 1963)
- 11 giugno - Emil Juracka, pallamanista austriaco († 1944)
- 11 giugno - James C. Lucas, criminale statunitense († 1998)
- 11 giugno - Phạm Hùng, politico vietnamita († 1988)
- 11 giugno - Pietro Giovanni Toja, calciatore italiano
- 11 giugno - Rashid bin Sa'id Al Maktum, politico emiratino († 1990)
- 12 giugno - Maria Basaglia, traduttrice, sceneggiatrice e regista italiana († 1998)
- 12 giugno - Aurelio Biassoni, calciatore italiano († 1950)
- 12 giugno - Eva Crane, fisica, biologa e scrittrice britannica († 2007)
- 12 giugno - Russell Hayden, attore statunitense († 1981)
- 12 giugno - Carl Hovland, psicologo statunitense († 1961)
- 12 giugno - Xu Zhaoxiong, cestista cinese
- 13 giugno - Jim Brown, cestista e giocatore di baseball statunitense († 1991)
- 13 giugno - Ernst Mengersen, ufficiale tedesco († 1995)
- 13 giugno - Samuel A. Taylor, commediografo e sceneggiatore statunitense († 2000)
- 13 giugno - Avelar Brandão Vilela, cardinale e arcivescovo cattolico brasiliano († 1986)
- 14 giugno - Annibale Bugnini, arcivescovo cattolico italiano († 1982)
- 14 giugno - Magda László, soprano ungherese († 2002)
- 14 giugno - Pompilio Mandelli, pittore italiano († 2006)
- 14 giugno - Sid McMath, politico e militare statunitense († 2003)
- 14 giugno - Dolores Palumbo, attrice italiana († 1984)
- 14 giugno - Ugo Saitta, regista italiano († 1983)
- 15 giugno - Jindřich Fritz, compositore di scacchi cecoslovacco († 1984)
- 15 giugno - Li Fenglou, calciatore e allenatore di calcio cinese († 1988)
- 15 giugno - Kenneth Ross MacKenzie, fisico statunitense († 2002)
- 15 giugno - Jack McCracken, cestista e allenatore di pallacanestro statunitense († 1958)
- 15 giugno - John Nelson, generale britannico († 1993)
- 15 giugno - Franco Volonté, partigiano, sindacalista e operaio italiano († 1977)
- 16 giugno - Domenico Di Luzio, politico italiano († 1981)
- 16 giugno - Gordon Gollob, aviatore tedesco († 1987)
- 16 giugno - Enoch Powell, politico, scrittore e militare britannico († 1998)
- 16 giugno - Willibald Schmaus, calciatore austriaco († 1979)
- 17 giugno - André Bernanose, fisico, chimico e farmacologo francese († 2002)
- 17 giugno - Myron Fohr, pilota automobilistico statunitense († 1994)
- 17 giugno - Komla Agbeli Gbedemah, politico ghanese († 1998)
- 17 giugno - Don Gillis, compositore, direttore d'orchestra e insegnante statunitense († 1978)
- 17 giugno - Wilfried Soltau, canoista tedesco († 1995)
- 17 giugno - Walter de Souza Goulart, calciatore brasiliano († 1951)
- 18 giugno - Glenn Morris, multiplista statunitense († 1974)
- 18 giugno - Alfio Rosario Natale, storico, archivista e paleografo italiano († 1996)
- 18 giugno - Julio Peña, attore spagnolo († 1972)
- 19 giugno - Gualtiero Casalegno, architetto italiano († 1999)
- 19 giugno - Martin Gabel, attore statunitense († 1986)
- 20 giugno - Anthony Buckeridge, scrittore britannico († 2004)
- 20 giugno - Salvatore De Matteis, politico e avvocato italiano († 1981)
- 20 giugno - Salvatore Di Gennaro, calciatore italiano
- 20 giugno - Markus Fierz, fisico svizzero († 2006)
- 20 giugno - Lamberto Malatesta, chimico italiano († 2007)
- 20 giugno - Francisco Martínez Cordero, cestista messicano († 1993)
- 20 giugno - Roberto Emílio da Cunha, calciatore brasiliano († 1977)
- 20 giugno - Heinz Schattner, sollevatore tedesco († 1954)
- 21 giugno - Josef Kitzmüller, calciatore austriaco († 1979)
- 21 giugno - Kazimierz Leski, ingegnere, militare e agente segreto polacco († 2000)
- 21 giugno - Mary McCarthy, scrittrice statunitense († 1989)
- 21 giugno - Toni Merkens, pistard tedesco († 1944)
- 21 giugno - Dante Tassotti, architetto italiano († 1981)
- 22 giugno - Raymonde Allain, modella e attrice francese († 2008)
- 22 giugno - Jean-Pierre Hoscheid, calciatore e allenatore di calcio lussemburghese († 1988)
- 22 giugno - Carolina Matilde di Sassonia-Coburgo-Gotha, principessa tedesca († 1983)
- 22 giugno - Viktor Zoller, ufficiale tedesco († 1947)
- 23 giugno - Karol Borhy, allenatore di calcio cecoslovacco († 1997)
- 23 giugno - Gerry Chiniquy, animatore statunitense († 1989)
- 23 giugno - Alan Turing, matematico, logico e crittografo britannico († 1954)
- 23 giugno - Flory Van Donck, golfista belga († 1992)
- 23 giugno - Mario de Lorenzo, nuotatore e pallanuotista brasiliano
- 24 giugno - Curt Bergsten, calciatore svedese († 1987)
- 24 giugno - Gösta Danielsson, scacchista svedese († 1978)
- 24 giugno - Sergej Nikolaevič Filippov, attore e doppiatore russo († 1990)
- 24 giugno - Nicola Pagliarani, politico italiano († 2010)
- 24 giugno - Giovanni Paolucci, regista e sceneggiatore italiano († 1964)
- 24 giugno - Ciccino Sineri, attore italiano († 2005)
- 24 giugno - Mary Wesley, scrittrice britannica († 2002)
- 25 giugno - Giovanni Enrico Boccella, arcivescovo cattolico italiano († 1992)
- 25 giugno - Carmino de Pilla, cestista brasiliano
- 25 giugno - Nino Franchina, artista, disegnatore e scultore italiano († 1987)
- 25 giugno - Attilio Mangini, pittore e ceramista italiano († 2004)
- 25 giugno - Mario Nicolini, calciatore e allenatore di calcio italiano († 1996)
- 26 giugno - Antonio Battistella, attore italiano († 1980)
- 26 giugno - Rodolfo Canegrati, partigiano italiano († 1944)
- 26 giugno - Giorgio Jannicelli, aviatore e militare italiano († 1941)
- 26 giugno - Héctor Socorro, calciatore cubano
- 26 giugno - Marie Větrovská, ginnasta cecoslovacca († 1987)
- 27 giugno - Audrey Christie, attrice statunitense († 1989)
- 28 giugno - Cesare Bionaz, politico italiano († 1969)
- 28 giugno - Eleazar de Carvalho, direttore d'orchestra, compositore e docente brasiliano († 1996)
- 28 giugno - Sergiu Celibidache, direttore d'orchestra, compositore e insegnante rumeno († 1996)
- 28 giugno - Paul de Forges, militare e aviatore francese († 1943)
- 28 giugno - Dante Iovino, militare italiano († 1961)
- 28 giugno - Elisabeta Rizea, partigiana romena († 2003)
- 28 giugno - Carl Friedrich von Weizsäcker, fisico, astrofisico e filosofo tedesco († 2007)
- 29 giugno - Lucie Aubrac, partigiana francese († 2007)
- 29 giugno - Valerie Davies, nuotatrice britannica († 2001)
- 29 giugno - Ralph Habib, regista francese († 1969)
- 29 giugno - Art Hyatt, cestista statunitense († 1991)
- 29 giugno - John Toland, storico statunitense († 2004)
- 30 giugno - Dan Reeves, dirigente sportivo statunitense († 1971)
- 30 giugno - Leopoldo Zea, filosofo messicano († 2004)